# Begovoj
Il quartiere Begovoj (in russo Район Беговой?) è un quartiere di Mosca sito nel Distretto Settentrionale.
La via principale del quartiere, via Tverskaja (oggi via 1-a Tverskaja-Jamskaja) fu tra il XIV ed il XV secolo una strada di collegamento molto trafficata, su cui viaggiava una grande quantità di carri merci. Nel XV secolo lo zar Ivan il Terribile fece costruire la sloboda Tverskaja-Jamskaja su terreni di proprietà del monastero Novinskij.